# Skiensvassdraget

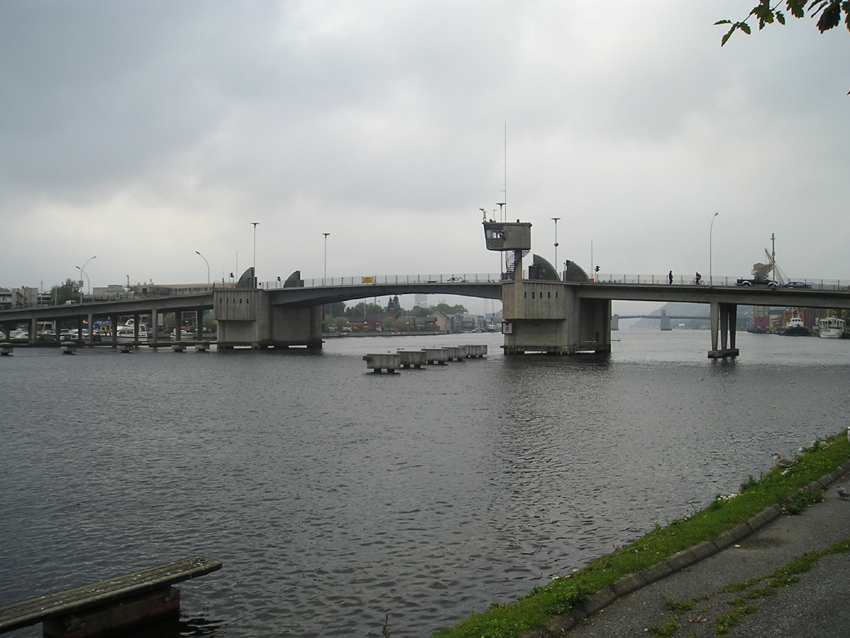
Mündung in Porsgrunn in den Frierfjorden

Skiensvassdraget ist der Name eines Flusssystems in der norwegischen Provinz Telemark. Die Mündung ist im Frierfjord bei Porsgrunn. Das Niederschlagsgebiet ist 10.780 km² groß und der längste Flussarm ist 252 km lang.
Das Flusssystem besteht hauptsächlich aus drei Hauptarmen, die sich im Norsjø oberhalb von Skien sammeln:
- Vinje-Tokke-System, mit den Seen Totak, Bandak, Kviteseidvatnet und Flåvatn. Von Skien nach Dalen verläuft der Telemarkkanal.
- Bø-System, mit den Seen Sundsbarmvatnet und Seljordsvatn.
- Tinn-System, mit den Seen Møsvatnet, Kalhovdfjorden, Tinnsjø und Heddalsvatnet.

Den Unterlauf des Flusssystems, zwischen Norsjø und Frierfjord, bildet die Skienselva.
Innerhalb des Skiensvassdragets gibt es mehrere Wasserkraftwerke und große Teile sind kanalisiert. Bis zum Jahr 2006 wurde hier noch kommerziell Flößerei betrieben. Mit der Schließung von Norske Skog Union hörte die Flößerei auf.

## Stauseen und Wasserkraftwerke
Das weitverzweigte Flusssystem Skiensvassdraget umfasst über 40 Stauseen mit einem Stauraum von mehr als 1 Mio. m³ (0,001 km³). Der Gesamtstauraum summiert sich auf über 4.300 Mio. m³ (4,3 km³). Die Stauseen sind innerhalb des Systems neben den Flüssen auch über Tunnel miteinander oder mit entsprechenden Speicherkraftwerken verbunden. Insgesamt gibt es über 50 kleinere und größere Speicher- und Laufwasserkraftwerke entlang der Flussläufe. Die gesamte Installierte Leistung summiert sich auf 2,3 GW, die jährliche Jahresproduktion liegt bei 11 TWh. Alle Angaben sind der Datenbank NVE Atlas des Norges vassdrags- og energidirektorat entnommen.

### Tinn-System
Das Tinn-System (auch Øst-vassdraget) wird als Hauptstrom gleich dem Gesamtsystem auch Skiensvassdraget genannt. Im Norden bilden die Flüsse Mår und Måna mit ihren speisenden Stauseen den Zufluss zum Tinnsjå, der namensgebende Tinn verbindet dann diesen mit dem Heddalsvatn, der wiederum über die Saua mit dem nordöstlichen Teil des Norsjø verbunden ist. Das Heddøla-Hjartdøla-System gehört als oberes westliches Flusssystem auch zum Hauptstrom (Øst-vassdraget) und mündet nordwestlich in den Heddalsvatn. Ein östliches Nebensystem mit kleineren Stauseen und Kraftwerken bildet der Falkumselva mit seinen Nebenflüssen, der unterhalb des Norsjø in den Hjellevannet bzw. Skienselva mündet.

#### Tinn-Hauptsystem

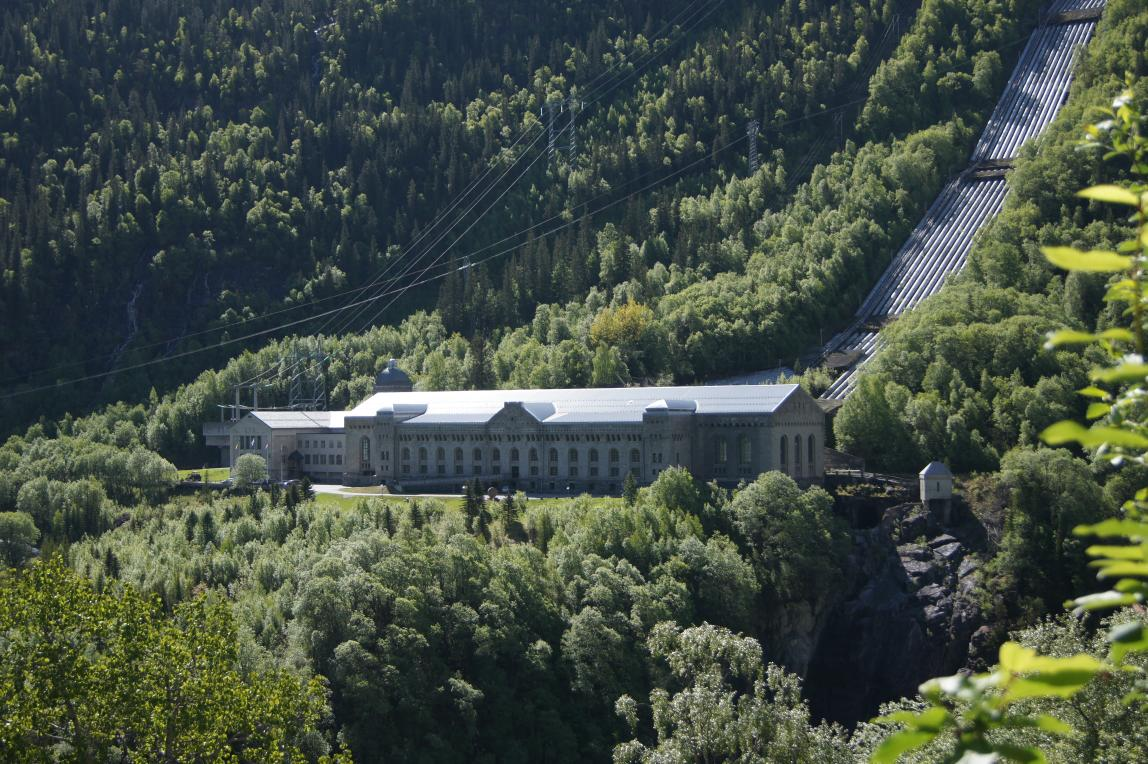
Vemork Kraftwerk

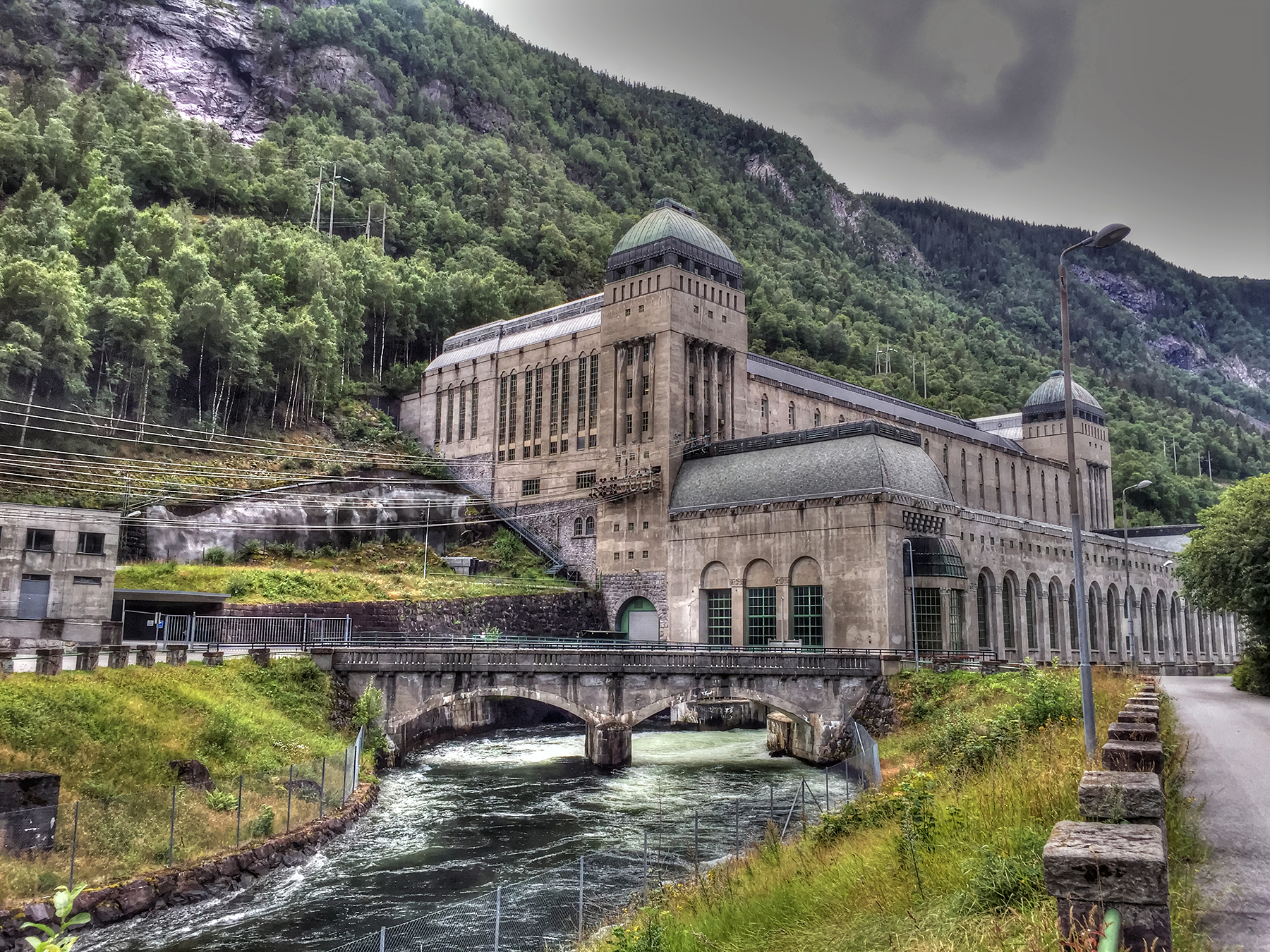
Såheim Kraftwerk

| Stausee          | Fläche in km² | Stauraum in km³ | Meereshöhe in moh. (Stauziel – Absenkziel) | Regulierung in m |
| ---------------- | ------------- | --------------- | ------------------------------------------ | ---------------- |
| Mår              | 20,56         | 0,321           | 1121 – 1100                                | 21,3             |
| Kalhovdfjorden   | 20,39         | 0,256           | 1087 – 1075                                | 11,6             |
| Nedre Grottevatn | 0,79          | 0,004           | 1064 – 1054                                | 10,0             |
| Møsvatn          | 78,31         | 1,064           | 0919 – 0900                                | 18,5             |
| Skardfoss        | 1,06          | 0,001           | 0857 – 0853                                | 4,6              |
| Follsjå          | 12,84         | 0,012           | 0225 – 0224                                | 1,2              |
| Tinnsjå          | 51,43         | 0,204           | 0191 – 0187                                | 4,0              |
| Heddalsvatn      | 13,20         | —               | 0000016                                    | —                |
| Norsjø           | 55,48         | 0,009           | 0015 – 0015                                | 0,2              |
| Hjellevannet     | 0,45          | —               | 0000005                                    | —                |

| Kraftwerk    | Fallhöhe | Leistung | Jahres- prod. | Betrieb seit | Eigentümer       |
| ------------ | -------- | -------- | ------------- | ------------ | ---------------- |
| Vemork       | 300 m    | 204 MW   | 953 GWh       | 1971         | Hydro Energi     |
| Såheim       | 273 m    | 189 MW   | 1022 GWh      | 1915         | Hydro Energi     |
| Mår          | 820 m    | 180 MW   | 1016 GWh      | 1948         | Statkraft        |
| Svelgfoss    | 69 m     | 92 MW    | 540 GWh       | 1958         | Hydro Energi     |
| Frøystul     | 62 m     | 46 MW    | 186 GWh       | 1995         | Hydro Energi     |
| Tinfos I     | 29 m     | 41 MW    | 191 GWh       | 1955         | Tinfos           |
| Mæl          | 45 m     | 38 MW    | 185 GWh       | 1957         | Hydro Energi     |
| Grønvollfoss | 23 m     | 33 MW    | 170 GWh       | 1933         | Skagerak Kraft   |
| Moflåt       | 48 m     | 30 MW    | 140 GWh       | 1954         | Hydro Energi     |
| Skotfoss     | 10 m     | 24 MW    | 162 GWh       | 1953         | Skien Kraftprod. |
| Årlifoss     | 18 m     | 22 MW    | 131 GWh       | 1989         | Skagerak Kraft   |
| Klosterfoss  | 5 m      | 13 MW    | 68 GWh        | 1969         | Skien Kraftprod. |
| Husvollåe    | 256 m    | 6 MW     | 19 GWh        | 2022         | Husvollåe Kraft  |
| Middøla      | 277 m    | 4 MW     | 12 GWh        | 2015         | Småkraft         |
| Tinfos II    | 29 m     | 4 MW     | 10 GWh        | 1912         | Tinfos           |
| Follsjå      | 100 m    | 3 MW     | 15 GWh        | 2015         | Follsjå Kraft    |
| Kvitåi       | 268 m    | 3 MW     | 6 GWh         | 2019         | Småkraft         |
| Tinnkraft    | 57 m     | 2 MW     | 66 GWh        | 2008         | Tinnkraft        |
| Eidet        | 5 m      | 2 MW     | 16 GWh        | 1960         | Skagerak Kraft   |
| Stegaros     | 37 m     | 2 MW     | 10 GWh        | 2002         | Statkraft        |

| Mår |

| Kalhovdfjorden |

| Møsvatn |

| Tinnsjå |

| Follsjå |

| Heddalsvatn |

| Norsjø |

| Vemork |

| Såheim |

| Mår |

| Mæl |

| Frøystul |

| Grønvollfoss |

| Årlifoss |

| Svelgfoss |

| Tinfos I+II |

| Skien |

| Skotfoss |

| Kloster- foss |

|  |

|  |

|  |

|  |

|  |

| Buskerud |

| Telemark |

| Agder |

#### Teilsystem Heddøla-Hjartdøla
| Stausee     | Fläche in km² | Stauraum in km³ | Meereshöhe in moh. (Stauziel – Absenkziel) | Regulierung in m |
| ----------- | ------------- | --------------- | ------------------------------------------ | ---------------- |
| Vindsjåen   | 4,69          | 0,058           | 0971 – 0956                                | 15,0             |
| Kovvatn     | 3,57          | 0,039           | 0875 – 0859                                | 16,0             |
| Skjesvatn   | 4,34          | 0,046           | 0806 – 0791                                | 14,5             |
| Bonsvatn    | 2,74          | 0,030           | 0754 – 0740                                | 14,0             |
| Breivatn    | 3,57          | 0,061           | 0749 – 0723                                | 26,0             |
| Heddalsvatn | 13,20         | —               | 0000016                                    | —                |

| Kraftwerk | Fallhöhe | Leistung | Jahres- prod. | Betrieb seit | Eigentümer       |
| --------- | -------- | -------- | ------------- | ------------ | ---------------- |
| Hjartdøla | 575 m    | 120 MW   | 500 GWh       | 1958         | Skagerak Kraft   |
| Mydalen   | 126 m    | 7 MW     | 30 GWh        | 1959         | Skagerak Kraft   |
| Gjuvåa    | 283 m    | 5 MW     | 15 GWh        | 2021         | Gjuvåa Kraftverk |
| Bjordalen | 57 m     | 3 MW     | 10 GWh        | 1960         | Skagerak Kraft   |
| Tuddal    | 248 m    | 2 MW     | 4 GWh         | 2011         | Småkraft         |

| Heddalsvatn |

| Norsjø |

| Skjesvatnet |

| Bonsvatn |

| Vindsjåen |

| Breivatn |

| Kovvatnet |

| Hjartdøla |

|  |

|  |

|  |

|  |

| Skien |

| Buskerud |

| Telemark |

| Agder |

#### Teilsystem des Falkumselva
| Stausee        | Fläche in km² | Stauraum in km³ | Meereshöhe in moh. (Stauziel – Absenkziel) | Regulierung in m |
| -------------- | ------------- | --------------- | ------------------------------------------ | ---------------- |
| Eiangen        | 1,84          | 0,004           | 0632 – 0630                                | 2,3              |
| Horta          | 0,43          | 0,003           | 0578 – 0575                                | 2,7              |
| Ørjevatn       | 0,51          | 0,002           | 0560 – 0557                                | 3,5              |
| Åslivatn       | 0,28          | 0,001           | 0556 – 0556                                | 0,5              |
| Økteren        | 3,55          | 0,024           | 0470 – 0462                                | 7,6              |
| Stengestadvann | 0,54          | 0,001           | 0469 – 0467                                | 2,1              |
| Lilleøkteren   | 0,59          | 0,001           | 0402 – 0400                                | 2,5              |
| Fjellvannet    | 4,44          | 0,023           | 0283 – 0276                                | 6,8              |
| Hjellevannet   | 0,45          | —               | 0000005                                    | —                |

| Kraftwerk | Fallhöhe | Leistung | Jahres- prod. | Betrieb seit | Eigentümer     |
| --------- | -------- | -------- | ------------- | ------------ | -------------- |
| Flittig   | 147 m    | 7 MW     | 39 GWh        | 2017         | L-Fossum Kraft |
| Fjellet   | 183 m    | 4 MW     | 16 GWh        | 2015         | L-Fossum Kraft |
| Mo        | 67 m     | 3 MW     | 16 GWh        | 2017         | L-Fossum Kraft |
| Åmot      | 170 m    | 2 MW     | 9 GWh         | 2012         | L-Fossum Kraft |
| Holdt     | 135 m    | 2 MW     | 5 GWh         | 2023         | L-Fossum Kraft |
| Ås        | 19 m     | 1 MW     | 6 GWh         | 1998         | L-Fossum Kraft |

| Norsjø |

| Fjellvannet |

| Økteren |

| Eiangen |

|  |

|  |

|  |

|  |

|  |

|  |

| Skien |

| Buskerud |

| Telemark |

| Agder |

### Bø-System
Das Bø-System (auch Seljordsvassdraget) ist das mittlere westliche Teilsystem des Skiensvassdraget. Der Bø fließt von Nord nach Süd über den Sandsetvatn zum Seljordsvatn. Ein Tunnelsystem verbindet zudem den Sundsbarmvatn über das Sundsbarm-Kraftwerk mit dem Seljordsvatn und der Bø verbindet dann letzteren mit dem Norsjø, wo er nordwestlich in den Stausee mündet.
| Stausee            | Fläche in km² | Stauraum in km³ | Meereshöhe in moh. (Stauziel – Absenkziel) | Regulierung in m |
| ------------------ | ------------- | --------------- | ------------------------------------------ | ---------------- |
| Sandsetvatn        | 2,16          | 0,010           | 0986 – 0980                                | 6,0              |
| Hovdevatn-Bergvatn | 1.27          | 0,001           | 0645 – 0643                                | 2,5              |
| Ljosdalvatn        | 1.27          | 0,005           | 0645 – 0640                                | 5,0              |
| Sundsbarmvatn      | 8,74          | 0,213           | 0612 – 0574                                | 38,0             |
| Seljordsvatn       | 16,49         | 0,009           | 0116 – 0115                                | 1,0              |
| Norsjø             | 55,48         | 0,009           | 0015 – 0015                                | 0,2              |

| Kraftwerk  | Fallhöhe | Leistung | Jahres- prod. | Betrieb seit | Eigentümer           |
| ---------- | -------- | -------- | ------------- | ------------ | -------------------- |
| Sundsbarm  | 480 m    | 103 MW   | 430 GWh       | 1970         | Skagerak Kraft       |
| Grunnåi    | 389 m    | 25 MW    | 66 GWh        | 2006         | Grunnåi Kraftverk    |
| Kvennhusåi | 213 m    | 1 MW     | 3 GWh         | 1999         | Kvennhusåi Kraftverk |

| Norsjø |

| Sandsetvatn |

| Seljordsvatn |

| Sundsbarmvatn |

| Ljosdalvatn |

| Sundsbarm |

|  |

| Grunnåi |

| Skien |

| Buskerud |

| Telemark |

| Agder |

### Vinje-Tokke-System

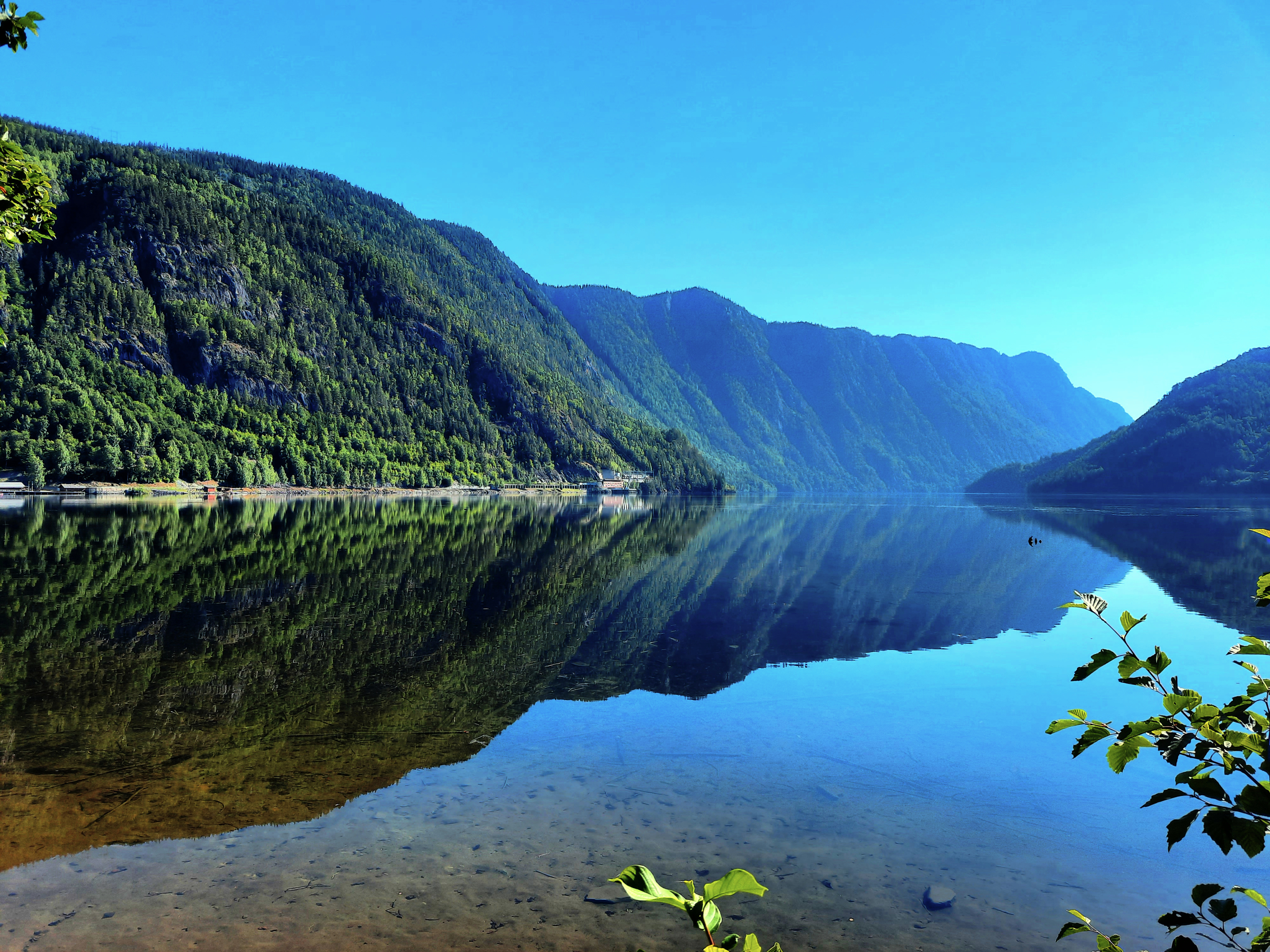
Tokke Kraftwerk am Westende des Bandak (Blick nach Nordost)

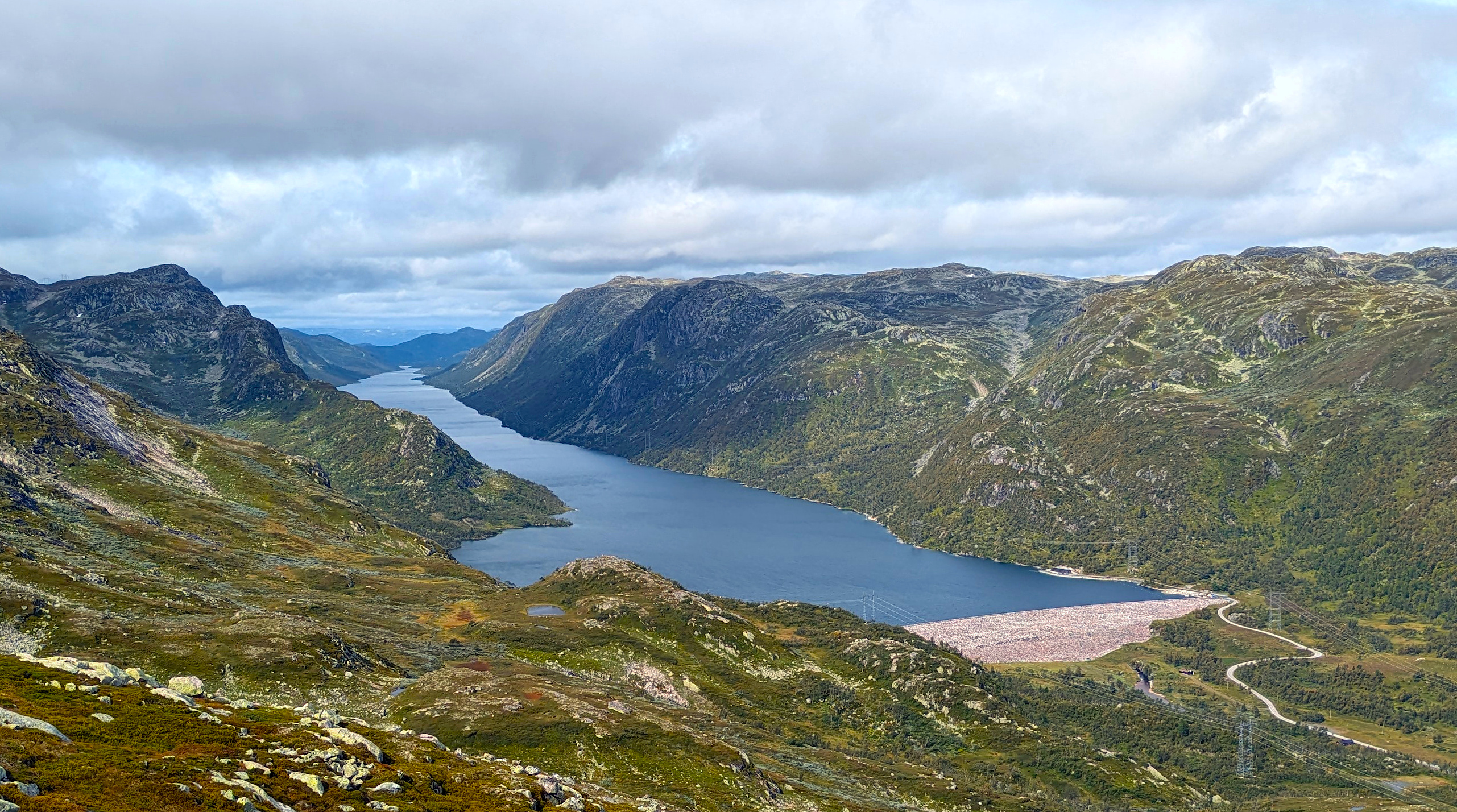
Staudamm am Ostende des Bitdalsvatn

Das Vinje-Tokke-System (auch Vest-vassdraget) besteht aus den namensgebenden Flüssen Vinje und Tokke im Westen von Telemark, die sich oberhalb des Bandak vereinigen. Das Flusssystem mündet nach der Kaskade der drei Stauseen Bandak, Kviteseidvatn und Flåvatn über den Straumen in den Mittelteil des Norsjø.
| Stausee                      | Fläche in km² | Stauraum in km³ | Meereshöhe in moh. (Stauziel – Absenkziel) | Regulierung in m |
| ---------------------------- | ------------- | --------------- | ------------------------------------------ | ---------------- |
| Langesæ                      | 4,47          | 0,078           | 1090 – 1067                                | 23,0             |
| Ståvatn                      | 6,49          | 0,048           | 0979 – 0966                                | 12,5             |
| Songavatnet                  | 29,86         | 0,640           | 0974 – 0939                                | 35,0             |
| Bitdalsvatn                  | 5,59          | 0,110           | 0974 – 0939                                | 35,0             |
| Kjelavatn                    | 5,28          | 0,085           | 0944 – 0918                                | 26,0             |
| Bordalsvatn                  | 7,67          | 0,184           | 0891 – 0852                                | 39,0             |
| Førsvatn                     | 3,31          | 0,122           | 0891 – 0823                                | 62,5             |
| Langeidvatn                  | 5,81          | 0,032           | 0886 – 0879                                | 7,0              |
| Botnedalsvatn                | 3,12          | 0,058           | 0740 – 0705                                | 35,0             |
| Venemo                       | 1,42          | 0,023           | 0703 – 0666                                | 37,0             |
| Totak                        | 1,42          | 0,258           | 0687 – 0680                                | 7,3              |
| Våmarvatn                    | 2,89          | 0,026           | 0687 – 0677                                | 10,3             |
| Vinjevatn                    | 3,32          | 0,011           | 0466 – 0462                                | 3,5              |
| Byrtevatn                    | 4,81          | 0,076           | 0446 – 0427                                | 18,3             |
| Bandak Kviteseidvatn Flåvatn | 63,49         | 0,155           | 0072 – 0070                                | 2,5              |
| Norsjø                       | 55,48         | 0,009           | 0015 – 0015                                | 0,2              |

| Kraftwerk    | Fallhöhe | Leistung | Jahres- prod. | Betrieb seit | Eigentümer           |
| ------------ | -------- | -------- | ------------- | ------------ | -------------------- |
| Tokke        | 394 m    | 430 MW   | 2140 GWh      | 1961         | Statkraft            |
| Vinje        | 222 m    | 300 MW   | 1060 GWh      | 1964         | Statkraft            |
| Songa        | 287 m    | 120 MW   | 575 GWh       | 1964         | Statkraft            |
| Kjela        | 174 m    | 62 MW    | 237 GWh       | 1979         | Statkraft            |
| Lio          | 346 m    | 43 MW    | 243 GWh       | 1969         | Statkraft            |
| Vrangfoss    | 23 m     | 36 MW    | 190 GWh       | 1962         | Norsjøkraft          |
| Byrte        | 285 m    | 20 MW    | 138 GWh       | 1969         | Statkraft            |
| Hogga        | 12 m     | 17 MW    | 92 GWh        | 1987         | Statkraft            |
| Eidsfoss     | 15 m     | 10 MW    | 84 GWh        | 1964         | Norsjøkraft          |
| Vesle Kjela  | 61 m     | 9 MW     | 31 GWh        | 2021         | Statkraft            |
| Ulefoss      | 10 m     | 6 MW     | 46 GWh        | 1963         | Ulefoss Kraftverk    |
| Aall-Ulefoss | 11 m     | 5 MW     | 44 GWh        | 1948         | Ringerikskraft Prod. |
| Haukeli      | 268 m    | 5 MW     | 38 GWh        | 2013         | Statkraft            |
| Holdal       | 217 m    | 1 MW     | 4 GWh         | 2012         | Cadre Elvekraft      |

| Norsjø |

| Songavatn |

| Bitdalsvatn |

| Venemo |

| Byrtevatn |

| Totak |

| Kviteseidvatn |

| Flåvatn |

| Bandak |

| Songa |

| Tokke |

| Vinje |

| Kjela |

| Byrte |

| Lio |

| Hogga |

|  |

| Eidsfoss |

| Ulefoss |

|  |

|  |

|  |

| Skien |

| Buskerud |

| Telemark |

| Agder |